# Accademia di belle arti di Venezia
L'Accademia di Belle Arti di Venezia è un'accademia d'arte statale appartenente al comparto universitario dell'alta formazione artistica e musicale (AFAM). L'istituzione è ospitata, per quanto riguarda la sede centrale, nell'ex Ospedale degli Incurabili e con sede distaccata, dedicata alle Nuove Tecnologie per l'Arte (NTA), presso l'isola di San Servolo.

## Storia
L'istituzione nasce il 24 settembre 1750 per volontà del Senato veneto come "Veneta academia di pittura, scultura e architettura": il primo direttore fu Gianbattista Piazzetta, il primo presidente Giovanni Battista Tiepolo affiancato dai consiglieri Gianbattista Pittoni e Giovanni Maria Morlaiter. Nel 1758 Gianbattista Pittoni subentrò a Tiepolo nella carica di presidente, e continuò poi ad insegnare presso l'Accademia di Venezia fino alla sua morte nel 1767, così influenzando i pittori veneti di tutta la generazione seguente.
Quattro erano gli insegnamenti principali: Figura, Ritratto, Paesaggio, Scultura, i cui Maestri venivano scelti di anno in anno fra i trentasei professori appartenenti al Collegio accademico. Nel 1768 fu istituito anche l'insegnamento di Prospettiva e Architettura. L'accademia veneziana, inoltre, si occupò subito del restauro di opere d'arte, in particolare pittoriche, tanto che Pietro Edwards, nel 1777, elaborò una sorta di Carta del Restauro ante litteram e, nel 1819, fondò l'Instituzione di una Formale Pubblica Scuola pel Ristauro delle danneggiate Pitture".
Nel 1807 venne riformata in "Accademia Reale di belle arti" e trasferita dalla prima sede del Fonteghetto della Farina ai locali dell'ex convento e Scuola di Santa Maria della Carità.
Già dal 1798 erano giunti nella sede dell'Accademia molti capolavori con finalità didattica, che costituirono l'embrione delle Gallerie dell'Accademia, aperte al pubblico dal 1817.

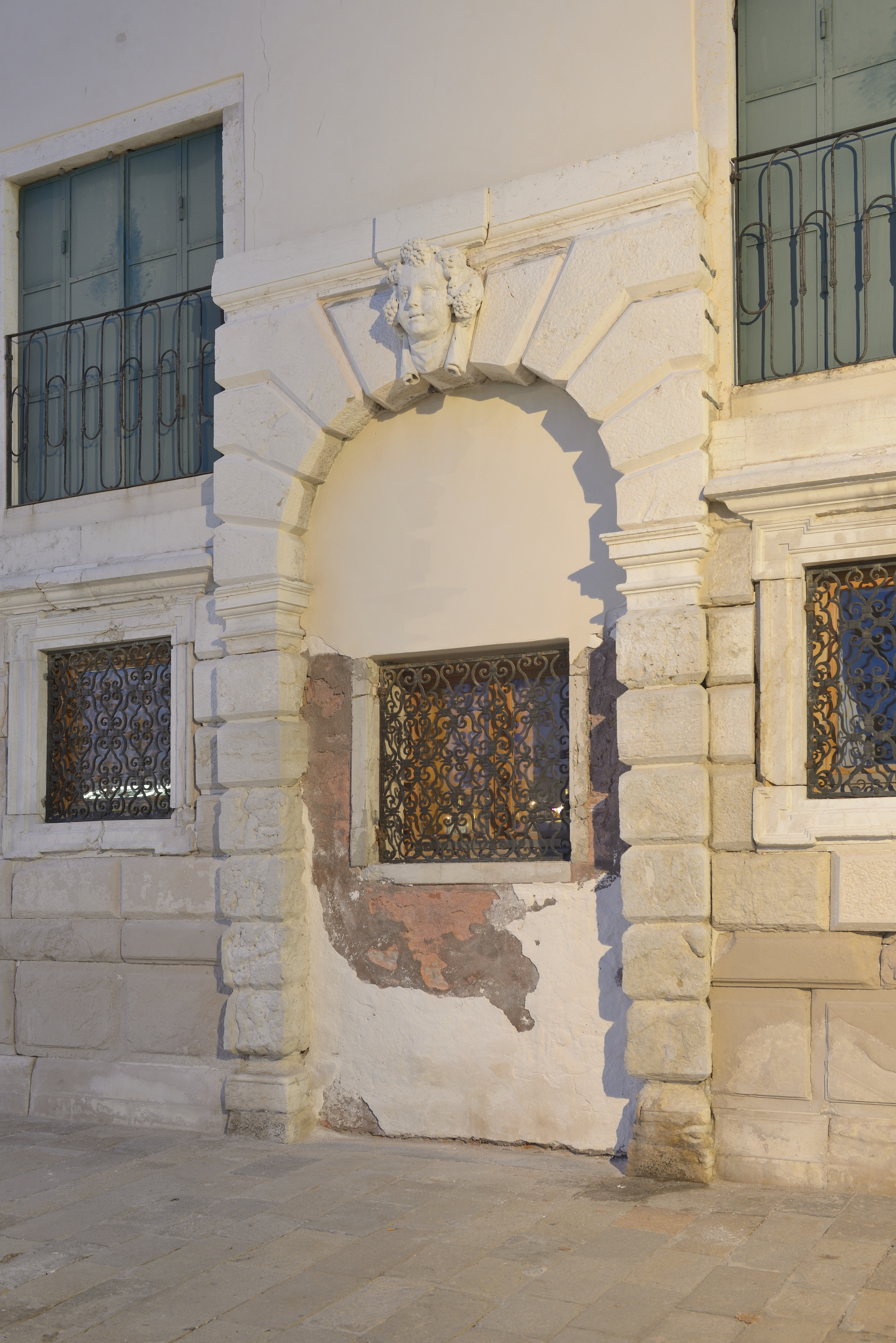
Particolare del palazzo

Fra gli artisti che insegnarono in Accademia si ricordano Piazzetta, Pittoni, Tiepolo, Antonio Rotta, Hayez, Luigi Nono, Ettore Tito, Arturo Martini, Alberto Viani, Giuseppe Cesetti, Guido Cirilli, Carlo Scarpa,Franco Poli, Afro, Giuseppe Santomaso, Edmondo Bacci, Gino Morandis, Luigi Tito, Luciano Gaspari, Concetto Pozzati, Emilio Vedova, Riccardo Schweizer.
Antonio Rotta, considerato uno dei maggiori rappresentanti della storia di Venezia nella pittura fu premiato dall'Accademia di Venezia come modello della pittura di genere.

## Sedi
Dopo 250 anni dalla fondazione, per permettere l'ampliamento del museo e per ospitare il sempre maggior numero di studenti iscritti, l'Accademia viene trasferita nel restaurato complesso dell'ex Ospedale degli Incurabili.
Dal 2000 fino al 2010 viene aperta anche una sede staccata a Villa Manin di Passariano, in Friuli-Venezia Giulia, dedicando parte degli spazi ad un centro di catalogazione e a un laboratorio di restauro.  
Nel 2008 apre, con la lectio magistralis di Brian Eno, la succursale dell'Accademia di Belle Arti di Venezia nell'Isola di San Servolo, dove sono stati trasferiti i principali corsi dell'indirizzo di "Nuove Tecnologie dell'Arte".